# Youzai (köpinghuvudort i Kina, Shanxi Sheng, lat 39,95, long 113,89)
Youzai är en köpinghuvudort i Kina. Den ligger i provinsen Shanxi, i den norra delen av landet, omkring 260 kilometer nordost om provinshuvudstaden Taiyuan. Antalet invånare är 9 017. Befolkningen består av 4 297 kvinnor och 4 720 män. Barn under 15 år utgör 14,0 %, vuxna 15-64 år 71 %, och äldre över 65 år 13,0 %.
Runt Youzai är det ganska tätbefolkat, med 149 invånare per kvadratkilometer. Närmaste större samhälle är Aoshi, 6,8 km öster om Youzai. Trakten runt Youzai består i huvudsak av gräsmarker.
Genomsnittlig årsnederbörd är 679 millimeter. Den regnigaste månaden är juli, med i genomsnitt 165 mm nederbörd, och den torraste är januari, med 4 mm nederbörd.